# Hirokichi Mutsu
Le comte Hirokichi Mutsu (陸奥 広吉), né le 5 mars 1869 et décédé à l'âge de 73 ans 19 novembre 1942 à Kamakura au Japon, est un diplomate et enseignant japonais des ères Meiji et Taishō.
Il est le fils aîné de Mutsu Munemitsu, qui fut ministre des Affaires étrangères. Il se rend au Royaume-Uni pour étudier en 1887. Il devient diplomate en 1895, puis réside à Londres, à Rome, etc. Il épouse pendant cette période une Britannique qui prendra le nom d'Iso Mutsu. Il rentre au Japon avec elle en 1910 et devient envoyé en 1914 mais démissionne très vite à cause d'une maladie. Il réside par la suite à Kamakura dans la préfecture de Kanagawa jusqu'à sa mort en 1942. Il soutenait financièrement avec sa femme l'école pour filles de Kamakura (ja) (Kamakura-jo-gakkō, actuel lycée junior Kamakura-jo-gakuin) et ils se sont tous les deux investis pour préserver les sites historiques de la ville.
- (en) Cet article est partiellement ou en totalité issu de l’article de Wikipédia en anglais intitulé « Mutsu Hirokichi » (voir la liste des auteurs).